# Gudžrát
Gudžrát je město v severním Pákistánu. V roce 2023 zde žilo 574 240 obyvatel a je tak 16. nejlidnatějším městem v zemi a 11. nejlidnatějším městem v provincii Paňdžáb. Leží na západním břehu řeky Čanáb a severozápadní hranici města tvoří řeka Džihlam. Společně s městy Sjálkót a Gudžranvala tvoří vysoce industrializovanou oblast zvanou „zlatý trojúhelník“. Na severovýchodě sousedí s pákistánskou provincií Ázád Kašmír. Panuje zde podnebí hraničící mezi semiaridním podnebím a vlhkým subtropickým podnebím, které je navíc ovlivněno monzuny. Město je obsluhováno Železeniční stanicí Gudžrát. Téměř 99 % obyvatel vyznává islám a je zde asi 1% menšina křesťanů. 